# Всё так и было (альбом)
«Всё так и было» — четвёртый студийный альбом российского поп-певца Валерия Меладзе, который вышел в 1999 году.

## Список композиций
| №   | Название                 | Автор(ы)           | Длительность |
| --- | ------------------------ | ------------------ | ------------ |
| 1.  | «Мечта»                  | Константин Меладзе | 3:02         |
| 2.  | «Всё так и было»         | Константин Меладзе | 3:28         |
| 3.  | «Красиво»                | Константин Меладзе | 4:42         |
| 4.  | «Рассветная»             | Константин Меладзе | 3:41         |
| 5.  | «Шоу-бизнес»             | Константин Меладзе | 3:30         |
| 6.  | «Беги»                   | Константин Меладзе | 4:00         |
| 7.  | «Ночная лилия»           | Константин Меладзе | 3:57         |
| 8.  | «Королева автострады»    | Константин Меладзе | 4:23         |
| 9.  | «2.0.0.0»                | Константин Меладзе | 3:22         |
| 10. | «Незнайка на Луне»       | Константин Меладзе | 2:10         |
| 11. | «Береги себя, мой ангел» | Константин Меладзе | 3:52         |

## Оценки
Минская «Музыкальная газета» положительно отозвалась об альбоме, отметив «красивые лирические мелодии» и «глубокий, мелкозернистый звук». Стиль альбома в целом рецензент газеты отнёс к «чисто романтической музыке для тридцатилетних или около того женщин».

## Концерт
В 2000 году Валерий Меладзе выступил на концерте по телеканалу «АСТ». Он пел такие песни как: Беги, Мечта, Рассветная, Ночная лилия, Королева автострады и Всё так и было. А также он принимал участие в документальном фильме «Как делали Незнайку на Луне» (1999), где он пел ту самую песню про Незнайку.